# Gran Premio motociclistico del Giappone 1993
Il Gran Premio motociclistico del Giappone 1993 fu il terzo appuntamento del motomondiale 1993.
Si svolse il 18 aprile 1993 sul circuito di Suzuka e registrò la vittoria di Wayne Rainey nella classe 500, di Tetsuya Harada nella classe 250 e di Dirk Raudies nella classe 125.

## Classe 500

### Arrivati al traguardo
| Pos. | Nº | Pilota            | Squadra                 | Motocicletta  | Giri | Tempo     | Griglia | Punti |
| ---- | -- | ----------------- | ----------------------- | ------------- | ---- | --------- | ------- | ----- |
| 1    | 1  | Wayne Rainey      | Marlboro Team Roberts   | Yamaha        | 21   | 46:12.307 | 3       | 25    |
| 2    | 34 | Kevin Schwantz    | Lucky Strike Suzuki     | Suzuki        | 21   | +0.086    | 1       | 20    |
| 3    | 4  | Daryl Beattie     | Rothmans Honda          | Honda         | 21   | +0.287    | 6       | 16    |
| 4    | 6  | Shin'ichi Itō     | HRC Rothmans Honda      | Honda         | 21   | +1.782    | 2       | 13    |
| 5    | 8  | Àlex Crivillé     | Marlboro Honda Pons     | Honda         | 21   | +22.532   | 14      | 11    |
| 6    | 9  | Alex Barros       | Lucky Strike Suzuki     | Suzuki        | 21   | +22.819   | 5       | 10    |
| 7    | 2  | Mick Doohan       | Rothmans Honda          | Honda         | 21   | +23.004   | 4       | 9     |
| 8    | 39 | Toshihiko Honma   | Yamaha Motor France     | Yamaha        | 21   | +25.559   | 10      | 8     |
| 9    | 88 | Kevin Magee       | Nihontelecom RT Yamaha  | Yamaha        | 21   | +25.711   | 7       | 7     |
| 10   | 50 | Norihiko Fujiwara | Kirin Mets RT Yamaha    | Yamaha        | 21   | +34.865   | 9       | 6     |
| 11   | 5  | Doug Chandler     | Cagiva Team Agostini    | Cagiva        | 21   | +1:04.726 | 8       | 5     |
| 12   | 13 | Toshiyuki Arakaki | Team Roc                | ROC Yamaha    | 21   | +1:17.730 | 13      | 4     |
| 13   | 11 | Niall Mackenzie   | Team Valvoline          | ROC Yamaha    | 21   | +1:18.044 | 17      | 3     |
| 14   | 15 | Tsutomu Udagawa   | Team Udagawa            | ROC Yamaha    | 21   | +1:41.399 | 11      | 2     |
| 15   | 29 | Sean Emmett       | Shell Team Harris       | Harris Yamaha | 21   | +1:46.827 | 22      | 1     |
| 16   | 21 | Laurent Naveau    | Euro Team               | ROC Yamaha    | 21   | +1:47.383 | 19      |       |
| 17   | 25 | Thierry Crine     | Ville De Paris          | ROC Yamaha    | 21   | +2:01.808 | 23      |       |
| 18   | 22 | Kevin Mitchell    | M.B.M. Racing           | Harris Yamaha | 21   | +2:09.359 | 25      |       |
| 19   | 32 | José Kuhn         | Euromoto                | ROC Yamaha    | 20   | +1 giro   | 30      |       |
| 20   | 31 | Bruno Bonhuil     | M.T.D. Objectif 500     | ROC Yamaha    | 20   | +1 giro   | 32      |       |
| 21   | 44 | Allan Scott       | Team Harris             | Harris Yamaha | 20   | +1 giro   | 31      |       |
| 22   | 27 | Renzo Colleoni    | Team Elit               | ROC Yamaha    | 20   | +1 giro   | 28      |       |
| 23   | 24 | Cees Doorakkers   | Doorakkers Racing       | Harris Yamaha | 20   | +1 giro   | 33      |       |
| 23   | 33 | Andreas Meklau    | Arc-Austrian Racing Co. | ROC Yamaha    | 20   | +1 giro   | 35      |       |

### Ritirati
| Nº | Pilota            | Squadra               | Motocicletta  | Giri | Griglia |
| -- | ----------------- | --------------------- | ------------- | ---- | ------- |
| 23 | Serge David       | Team Roc              | ROC Yamaha    | 25   | 29      |
| 7  | Luca Cadalora     | Marlboro Team Roberts | Yamaha        | 8    | 12      |
| 28 | John Reynolds     | Padgetts Motorcycles  | Harris Yamaha | 7    | 18      |
| 12 | Mat Mladin        | Cagiva Team Agostini  | Cagiva        | 6    | 16      |
| 14 | Marco Papa        | Librenti Corse        | Librenti      | 5    | 36      |
| 36 | Lucio Pedercini   | Team Pedercini        | ROC Yamaha    | 4    | 27      |
| 18 | Bernard Garcia    | Yamaha Motor France   | ROC Yamaha    | 2    | 24      |
| 35 | Jean Luc Romanens | Argus Racing          | ROC Yamaha    | 2    | 34      |
| 30 | Juan López Mella  | Lopez Mella Racing    | ROC Yamaha    | 2    | 21      |
| 16 | Michael Rudroff   | Rallye-Sport          | Harris Yamaha | 0    | 26      |
| 20 | Jeremy McWilliams | Team Millar           | Yamaha        | 0    | 20      |

### Non partito
| Nº | Pilota          | Squadra             | Motocicletta | Griglia |
| -- | --------------- | ------------------- | ------------ | ------- |
| 19 | Freddie Spencer | Yamaha Motor France | Yamaha       | 15      |

## Classe 250

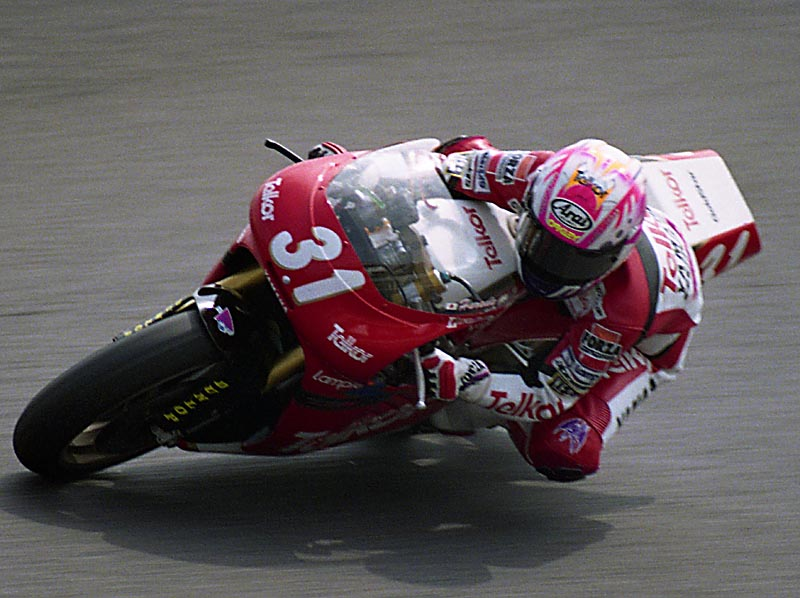
Harada, vincitore della gara della classe 250

### Arrivati al traguardo
| Pos. | Nº | Pilota                    | Squadra                       | Motocicletta | Giri | Tempo     | Griglia | Punti |
| ---- | -- | ------------------------- | ----------------------------- | ------------ | ---- | --------- | ------- | ----- |
| 1    | 31 | Tetsuya Harada            | Telkor-Yamaha Valesi          | Yamaha       | 19   | 42:24.209 | 1       | 25    |
| 2    | 18 | Tadayuki Okada            | HRC Rothmans Honda            | Honda        | 19   | +0.655    | 2       | 20    |
| 3    | 10 | Doriano Romboni           | HB Racing Team Italy          | Honda        | 19   | +20.524   | 3       | 16    |
| 4    | 14 | Nobuatsu Aoki             | Cup Noodle Kanemoto           | Honda        | 19   | +20.571   | 9       | 13    |
| 5    | 17 | Jean-Philippe Ruggia      | Aprilia Racing                | Aprilia      | 19   | +20.622   | 5       | 11    |
| 6    | 4  | Helmut Bradl              | HB Honda Germany              | Honda        | 19   | +24.510   | 7       | 10    |
| 7    | 3  | Pierfrancesco Chili       | Telkor-Yamaha Valesi          | Yamaha       | 19   | +33.836   | 11      | 9     |
| 8    | 50 | Takuma Aoki               | Cup Noodle Honda              | Honda        | 19   | +37.391   | 13      | 8     |
| 9    | 19 | John Kocinski             | Lucky Strike Suzuki           | Suzuki       | 19   | +43.017   | 6       | 7     |
| 10   | 65 | Loris Capirossi           | Marlboro Team Pileri          | Honda        | 19   | +56.169   | 4       | 6     |
| 11   | 16 | Andreas Preining          | Team Preining                 | Aprilia      | 19   | +59.467   | 12      | 5     |
| 12   | 24 | Patrick van den Goorbergh | Exact Software-Dc Sports      | Aprilia      | 19   | +59.566   | 16      | 4     |
| 13   | 34 | Luis d'Antín              | S.S.P. Competicion            | Honda        | 19   | +59.749   | 22      | 3     |
| 14   | 7  | Jochen Schmid             | Jtr-Mitsui Yamaha Racing      | Yamaha       | 19   | +1:00.102 | 17      | 2     |
| 15   | 6  | Alberto Puig              | Ducados Honda Pons            | Honda        | 19   | +1:00.533 | 14      | 1     |
| 16   | 11 | Wilco Zeelenberg          | Exact Software-Dc Sports      | Aprilia      | 19   | +1:09.590 | 25      |       |
| 17   | 20 | Eskil Suter               | Mohag Aprilia                 | Aprilia      | 19   | +1:10.019 | 23      |       |
| 18   | 39 | Alessandro Gramigni       | Gilera Racing                 | Gilera       | 19   | +1:16.252 | 15      |       |
| 19   | 25 | Jurgen van den Goorbergh  | V.D.Goorbergh Racing          | Aprilia      | 19   | +1:30.209 | 26      |       |
| 20   | 27 | Frédéric Protat           | FP Racing                     | Aprilia      | 19   | +1:33.313 | 30      |       |
| 21   | 44 | Jean-Michel Bayle         | Chesterfield Team de Radiguès | Aprilia      | 19   | +1:37.638 | 29      |       |
| 22   | 26 | Bernd Kassner             | Rallye Sport Team Munich      | Aprilia      | 19   | +1:53.458 | 32      |       |
| 23   | 30 | Juan Borja                | Team Aspar                    | Honda        | 19   | +1:53.758 | 27      |       |
| 24   | 23 | Bernard Haenggeli         | Marlboro Aprilia Suisse       | Aprilia      | 19   | +1:53.934 | 28      |       |
| 25   | 12 | Gabriele Debbia           | Daytona-Pit Lane Racing       | Honda        | 19   | +2:08.931 | 31      |       |
| 26   | 32 | Volker Bähr               | HB Honda Germany              | Honda        | 18   | +1 giro   | 36      |       |
| 27   | 43 | Massimo Pennacchioli      | P M Racing                    | Honda        | 18   | +1 giro   | 35      |       |
| 28   | 15 | Nobuyuki Wakai            | Lucky Strike Keiyu Suzuki     | Suzuki       | 15   | +4 giri   | 18      |       |

### Ritirati
| Nº | Pilota          | Squadra                 | Motocicletta | Giri | Griglia |
| -- | --------------- | ----------------------- | ------------ | ---- | ------- |
| 21 | Paolo Casoli    | Gilera Racing           | Gilera       | 14   | 20      |
| 22 | Luis Maurel     | Pr2 Ducados Aprilia     | Aprilia      | 14   | 33      |
| 28 | Adrian Bosshard | Honda Suisse Muehlebach | Honda        | 12   | 21      |
| 13 | Loris Reggiani  | Aprilia Racing          | Aprilia      | 12   | 8       |
| 52 | Osamu Miyazaki  | Team Daytona            | Aprilia      | 10   | 24      |
| 5  | Max Biaggi      | Rothmans Kanemoto Honda | Honda        | 4    | 10      |

### Non partiti
| Nº | Pilota              | Squadra             | Motocicletta | Griglia |
| -- | ------------------- | ------------------- | ------------ | ------- |
| 8  | Carlos Cardús       | Carlos Cardús Honda | Honda        | 19      |
| 51 | Jean Pierre Jeandat | FP Racing           | Aprilia      | 34      |

## Classe 125

### Arrivati al traguardo
| Pos. | Nº | Pilota             | Squadra                   | Motocicletta | Giri | Tempo     | Griglia | Punti |
| ---- | -- | ------------------ | ------------------------- | ------------ | ---- | --------- | ------- | ----- |
| 1    | 5  | Dirk Raudies       | Europa Raudies            | Honda        | 18   | 42:32.095 | 1       | 25    |
| 2    | 8  | Kazuto Sakata      | F.C.C. Technical Sports   | Honda        | 18   | +2.744    | 3       | 20    |
| 3    | 36 | Takeshi Tsujimura  | F.C.C. Technical Sports   | Honda        | 18   | +3.149    | 4       | 16    |
| 4    | 17 | Akira Saito        | Elf Team Kepla            | Honda        | 18   | +3.720    | 7       | 13    |
| 5    | 7  | Noboru Ueda        | Marlboro Team Pileri      | Honda        | 18   | +4.356    | 2       | 11    |
| 6    | 3  | Ralf Waldmann      | Marlboro Aprilia          | Aprilia      | 18   | +4.403    | 10      | 10    |
| 7    | 24 | Haruchika Aoki     | Cup Noodle Moto Bum Honda | Honda        | 18   | +22.718   | 5       | 9     |
| 8    | 52 | Hideyuki Nakajō    | Jha Racing                | Honda        | 18   | +26.200   | 11      | 8     |
| 9    | 6  | Jorge Martínez     | Team Aspar                | Honda        | 18   | +35.779   | 13      | 7     |
| 10   | 15 | Oliver Petrucciani | Marlboro Aprilia          | Aprilia      | 18   | +37.834   | 12      | 6     |
| 11   | 12 | Herri Torrontegui  | Team Semprucci            | Aprilia      | 18   | +38.044   | 18      | 5     |
| 12   | 50 | Ken Miyasaka       | Saroute Jha Team Takagi   | Honda        | 18   | +44.647   | 17      | 4     |
| 13   | 32 | Masafumi Ono       | Unemoto & Harc-Pro        | Honda        | 18   | +44.742   | 22      | 3     |
| 14   | 28 | Luigi Ancona       | Ipa Corse Effeuno         | Honda        | 18   | +58.512   | 24      | 2     |
| 15   | 33 | Stefan Prein       | Zwafink Racing            | Honda        | 18   | +1:13.980 | 26      | 1     |
| 16   | 25 | Neil Hodgson       | Burnett Racing            | Honda        | 18   | +1:14.467 | 25      |       |
| 17   | 29 | Arie Molenaar      | Arie Molenaar Racing      | Honda        | 18   | +1:24.450 | 29      |       |
| 18   | 23 | Maik Stief         | Team+Co Promotion         | Honda        | 18   | +1:28.456 | 16      |       |
| 19   | 43 | Manuel Hernández   | Team Hernández            | Aprilia      | 18   | +1:49.578 | 31      |       |
| 20   | 34 | Stefano Caracchi   | Team Rumi 125 Gp          | Rumi         | 18   | +2:20.866 | 33      |       |
| 21   | 10 | Hans Spaan         | Exact Software-Dc Sports  | Rumi         | 18   | +2:21.057 | 35      |       |

### Ritirati
| Nº | Pilota            | Squadra                 | Motocicletta | Giri | Griglia |
| -- | ----------------- | ----------------------- | ------------ | ---- | ------- |
| 14 | Oliver Koch       | GP Team Ditter Plastic  | Honda        | 10   | 8       |
| 27 | Julián Miralles   | Miralles Racing         | Honda        | 10   | 28      |
| 22 | Lucio Cecchinello | Gazzaniga Corse         | Gazzaniga    | 10   | 34      |
| 19 | Kinya Wada        | Jha Racing              | Honda        | 9    | 9       |
| 30 | Giovanni Palmieri | Team Semprucci          | Aprilia      | 9    | 14      |
| 16 | Ezio Gianola      | Daytona-Pit Lane Racing | Honda        | 9    | 20      |
| 20 | Manfred Baumann   | Team Baumann            | Honda        | 6    | 32      |
| 31 | Garry McCoy       | AGV-Team Germany        | Aprilia      | 6    | 30      |
| 21 | Stefan Kurfiss    | Aprilia Deutschland     | Aprilia      | 6    | 23      |
| 4  | Bruno Casanova    | Scot Racing             | Aprilia      | 5    | 19      |
| 9  | Carlos Giró       | Ducados Aprilia         | Aprilia      | 4    | 15      |
| 2  | Fausto Gresini    | Marlboro Team Pileri    | Honda        | 4    | 6       |
| 35 | Loek Bodelier     | Daytona-Pit Lane Racing | Honda        | 3    | 21      |
| 11 | Peter Öttl        | Aprilia Deutschland     | Aprilia      | 1    | 27      |